# Las otras Ponce
Las otras Ponce es una serie de televisión de comedia argentina de ocho capítulos unitarios emitida por Canal 10 en 2012. Fue escrita y dirigida por Juan Falco. Sus actores protagónicos son Natalia Barraud, Aldo Pastur, y Gustavo Aquere.
Su trama gira en torno a una casa de tolerancia en el cual las mujeres que allí trabajan no venden su cuerpo, sino que a cambio de dinero ofrecen estimulantes discusiones a sus clientes. A lo largo de sus episodios se tratan temas como el bien y el mal, la mentira, la sexualidad, la naturaleza humana, entre otros.
La serie fue ganadora de Series federales de ficción de Argentina del Plan Operativo de Promoción y Fomento de Contenidos Audiovisuales Digitales 2010 impulsado por el Instituto Nacional de Cine y Artes Audiovisuales (INCAA) y el Consejo Asesor del Sistema Argentino de TV Digital Terrestre (SATVD-T).

## Sinopsis
En Córdoba entre mediados y fines del siglo XX existió lo que se conocía como Las Ponce. Se trataba de una casa de tolerancia, quizás la más famosa de Córdoba y su popularidad llegó a ser tal que su recuerdo perduró por generaciones.
Pero durante las décadas del 1960 y 1970, en plena época de revoluciones intelectuales, culturales y artísticas existieron Las otras Ponce. Un grupo de mujeres (universitarias y profesionales en las distintas áreas de las ciencias las artes y la cultura) que a cambio de algún dinero colmaban las fantasías intelectuales de cualquier hombre. Desde una discusión acalorada sobre la Doctrina Truman hasta una visita guiada por el pensamiento de Lacan. De Jerjes a Moshe Dayan, de Mozart a Vinicius, de Eisenstein a Fellini, de Aristóteles a Hesse, estas meretrices intelectuales hicieron las delicias de los parroquianos cordobeses en tiempos donde el libre pensamiento era un acto subversivo.

## Elenco
- Aldo Pastur como Narrador
- Martín Rena como Anselmo
- Natalia Barraud como Jeanette
- Gustavo Aquere como el señor Balegno
- Julieta Daga como María
- Julieta Viglione como Lucrecia
- María Victoria Mazzola como Farrucha
- Ernestina Elkin como Sofía
- Melina Passadore como Beatriz
- Natalia Di Cienzo como Carlina
- Vania Rojas
- Cecilia Gazzera
- Ricky Bustamante

## Producción
La serie fue producida por Falco Cine y Atrox, Fabrica de Imágenes. Dirigida por Juan Falco y Producida por Pepe Tobal.Mediante la técnica de croma, Las otras Ponce fue filmada íntegramente en interiores, en un estudio con fondo verde. Los fondos fueron agregados posteriormente en posproducción. La estética de cómic fue inspirada en la versión fílmica de la historieta Sin City. Contó con un equipo técnico de casi 30 personas y un elenco de más de 60 actores. La saga llevó dos meses de preproducción, un mes entero de rodaje y más de dos meses de montaje y posproducción, para dar como resultado un producto televisivo de características inéditas no sólo para Córdoba sino también para Argentina.

## Escenarios
La mayor parte de la serie transcurre en la biblioteca pública del barrio cordobés de San Vicente, un particular espacio de encuentro que juega con la paradoja del prostíbulo. Será el lugar de encuentro donde los personajes se reunirán a debatir los temas que no pueden hablar en sus casas.

## Temas
La serie aborda diversas problemáticas sociales presentadas por personajes masculinos y que están ligadas a la insatisfacción marital, el miedo a la muerte, la infidelidad, el engaño, y las contradicciones entre el discurso y el accionar de la institución religiosa católica. Las mujeres que trabajan para Jeanette son libres pensadoras con conocimientos científicos, filosóficos y artísticos, capaces de demostrar su potencial intelectual, circunscrito al periodo de la revolución sexual.

## Aspectos culturales
Las otras Ponce es una de las producciones argentinas que eligió como modo de narrar la estética del cómic. En esta serie, además de utilizar la tipografía típica del cómic, se simula que la imagen en pantalla es efectivamente una página de cómic; este recurso se manifiesta a lo largo de los ocho capítulos que componen la serie, de diversas formas. Un claro ejemplo aparece cada vez que hay un paso de una escena a otra: tanto el último cuadro de la que termina como el primero del que comienza, se presentan como componentes de una página de cómic, donde aparecen los diálogos de manera escrita que han sido o serán dichos. La estética está basada en características generales del cómic y en hacer parecer la misma serie como una historieta.
La ya mencionada forma de hacer parecer la pantalla como una página de historieta no influye directamente en la historia, pero sí en el modo de contar. Si bien no sea un recurso tal vez necesario para la diégesis de la historia, parece ser que esta manera de utilización del recurso del cómic (sin decir que sea las únicas) muestran una eficiente adecuación del mismo a la pantalla, como recurso y no como adaptación.
Otro aspecto cultural que está incorporado en la diégesis de la serie es la contraseña que utilizan los personajes para acceder al mundo de las otras Ponce: El guardián entre el centeno, una novela ligada a la temática de la serie.